# Slag (krig)

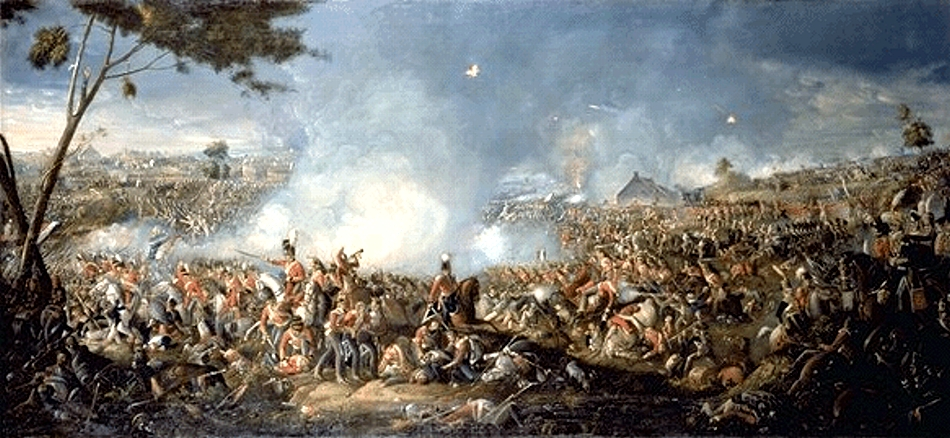
Slaget vid Waterloo, ett fältslag. Målning av William Sadler II.

Ett slag innebär en militär sammandrabbning mellan två fientliga arméer i krig, oftast i stor skala med många soldater inblandade. Man skiljer mellan fältslag, som utkämpas mellan två arméer till lands, eller sjöslag, som utkämpas mellan två flottor till sjöss.